# Finnhamns naturreservat
Finnhamns naturreservat är ett naturreservat i Österåkers kommun i Stockholms län.
Området är naturskyddat sedan 2000 och är 684 hektar stort. Reservatet omfattar tre delar vid Lillskärsfjärden. Ett omfattar större delen av ön Stora Jolpan (Finnhamn) och öar och kobbar omkring, en vid Storskär och en öar öster om Stora Halsholmen. Reservatet består mest av tallskog.